# Эванс, Джон Виктор
Джон Ви́ктор Э́ванс (англ. John Victor Evans; 18 января 1925, Малад, Айдахо — 8 июля 2014) — 27-й губернатор Айдахо.

## Биография
Джон Виктор Эванс родился 18 января 1925 года в городе Малад штата Айдахо. Он проходил обучение в Университете штата Айдахо и Стэнфордском университете. Вторую мировую войну Эванс прошёл в рядах армии США. Большую часть жизни он прожил в родном городе Маладе, где в том числе занимался сельским хозяйством и скотоводством.
Эванс занимал должности в комитете национальных законодателей и был президентом ассоциации водопотребителей реки Бэр и комитета по ресурсам, охране и развитию округа Онайда. С 1953 по 1974 годы с небольшим перерывом на время пребывания мэром в городе Малад в 1960-х годах Эванс занимал место в Сенате Айдахо.
В 1974 году Эванс стал вице-губернатором Айдахо. Когда 24 января 1977 года действующему губернатору Эндрюсу было предложено занять должность министра внутренних дел, Эванс перенял его пост. Одним из первых серьёзных испытаний в новой должности стала случившаяся в Айдахо в том же году сильная засуха, экономика которого серьёзно зависит от сельского хозяйства. Помимо прочего, Эванс продолжил заниматься вопросами защиты окружающей среды. Ему удалось победить на выборах 1978 и 1982 годов. В последние годы своего губернаторства он возглавлял подкомиссии Национальной ассоциации губернаторов по ядерной энергетике и по управлению пастбищами.
Джон Эванс был женат на Лоле Дэниэлс, от которой имеет пятеро детей.
Похоронен на городском кладбище Малада.